# ジョーダン・トンプソン (バレーボール)
ジョーダン・マッケンジー・トンプソン（Jordan Mackenzie Thompson、1997年5月5日 - ）は、アメリカ合衆国の女子バレーボール選手である。アメリカ合衆国代表。

## 来歴
ミネソタ州のイーダイナ出身。中学生のときはバスケットボールをしていたが、バレーボールに転向した。イーダイナ高校を経てシンシナティ大学に進学した。NCAA女子バレーボール選手権に出場した。

### クラブチーム
2019年、トルコリーグの強豪クラブフェネルバフチェに入団し、プロとしてのキャリアをスタートさせる。2020年のトルコカップではベストアウトサイドヒッター賞を受賞した。2020/21シーズンからはエジザージュバシュに移籍した。
2025年に開幕予定のリーグ・ワン・バレーボールではヒューストン所属となることが発表されている。

### 代表チーム
2019年、シニアのアメリカ代表に初選出された。同年5-7月のネーションズリーグでデビューを果たすと、同大会では金メダルを獲得した。2021年のネーションズリーグでは大会3連覇に貢献した。同年7-8月の東京2020オリンピックではロシアとの試合途中で右足を負傷する出来事があったが最終的にチームは決勝まで残り、五輪で初の金メダルを獲得した。

## 球歴
- オリンピック - 2021年、2024年
- ネーションズリーグ - 2019年、2021年

## 所属クラブ
- シンシナティ大学
- フェネルバフチェ（2019-2020年）
- エジザージュバシュ（2020-2022年）
- パッラヴォーロ・モンツァ（2022-2023年）
- ワクフバンク（2023-2024年）
- LOVBヒューストン（2024年-）